# Vanoyia tenuicornis
Vanoyia tenuicornis är en tvåvingeart som först beskrevs av Macquart 1834.  Vanoyia tenuicornis ingår i släktet Vanoyia och familjen vapenflugor. Inga underarter finns listade i Catalogue of Life.